# حسين نصير
حسين نصير (1 يناير 1949 - 27 أغسطس 2006) ممثل كويتي. عمل موظفاً في وزارة المواصلات. انظم إلى فرقة المسرح الكويتي في 25 أغسطس 1975، وبعد خمس سنوات دخل مجلس الإدارة في الموسم 1980/1979 عضواً ومديراً داخلياً، واستمر في مجلس الإدارة حتى عام 1985 واصبح خلال هذه الفترة نائبا لرئيس مجلس الإدارة في عام 1983. شارك خلال مسيرته مع فرقة المسرح الكويتي في عدة أعمال منها (السدرة، بدل فاقد، رسائل قاضي إشبيلية، أبو سند في باريس، تسمح تضحك، إحنا شباب الديسكو، الشفاف). وفي عام 1989 ترك فرقة المسرح الكويتي وانظم إلى فرقة المسرح الشعبي.

## أعماله
- لمن تشرق الشمس1998 - مسلسل
- وجوه بلا أقنعة 1997 - مسلسل
- جنون البشر1997 - مسرحية
- صالح تحت التدريب1995 - مسلسل(محمود)
- شحيت ومحيت1995 - مسلسل
- حكايات من التراث الشعبي1995 - مسلسل
- القدر1994 - سهرة تليفزيونية
- عيال قرية 1994 - مسلسل
- سمردحه1994 - مسرحية
- عبد الله البري وعبد الله البحري1994 - مسلسل(سلطان)
- هايد بارك1992 - مسرحية
- وناشة 1990 - مسرحية
- رحلة العجائب1990 - مسلسل(ريحان)
- مسابقات رمضان: ستوب قف هوب1989 - فوازير(ضيف شرف)
- الصحون الطائرة 1988 - مسرحية
- إزعاج1988 - مسلسل(جادر)
- النمر الوردي1988 - مسرحية
- أبو الفلوس1987 - مسلسل(الدكتور)
- صحن زلاطة 1986 - مسرحية
- احنا شباب الديسكو1985 - مسرحية
- المتوحشة 1984 - مسرحية(فارس)
- بين نارين1983 - سهرة تليفزيونية
- علي بابا1983 - مسلسل(بهلول)
- تسمح تضحك1983 - مسرحية
- فتى الأحلام1983 - مسلسل
- هروب1983 - تمثيلية(الضابط)
- يسوونها الكبار1982 - مسرحية
- عزوز1981 - مسرحية
- وعد مرزوق1981 - مسلسل
- زمردة 1980 - مسلسل
- بيت أبو خالد1980 - مسلسل
- المهرج1980 - مسرحية
- مملكة العجائب1980 - مسلسل
- الدكتور1979 - سباعية
- الاشجار تموت واقفة 1979 - مسلسل
- الحظ والملايين1979 - مسلسل
- صاحي واربعة نايمين1979 - مسرحية(فهد)
- العقاب1978 - سهرة تليفزيونية
- أزهار الشك1977 - تمثيلية
- رسائل قاضي اشبيلية 1975 - مسرحية
- السدرة 1975 - مسرحية
- الشفاف0 - مسرحية